# Pleistodontes macrocainus
Pleistodontes macrocainus är en stekelart som beskrevs av Lopez-vaamonde, Dixon och Cook 2002. Pleistodontes macrocainus ingår i släktet Pleistodontes och familjen fikonsteklar. Inga underarter finns listade i Catalogue of Life.